# St. Louis Soccer League
La Saint Louis Soccer League è stata una lega calcistica statunitense attiva tra il 1907 e il 1938.
Si considera storicamente come l'alternativa alle leghe dell'est (Metropolitan Association Football League o la successiva National Association Football League) per lo sviluppo del football negli Stati Uniti all'inizio del XX secolo.

## Storia
St. Louis divenne attiva nel calcio già nel 1890 organizzando la St. Louis Association Foot Ball League. Nel 1907 si ebbe la fondazione della St. Louis Soccer League come lega rivale della AFBL. Nel 1908 le due leghe si fusero portando il St. Leo dalla AFBL nella SLSL, unica squadra completamente professionale della lega, che dominò il campionato per sette anni.
Ma furono squadre come i Ben Millers, Scullin Steel, Vesper Buick e gli Shamrocks (con le diverse denominazioni) a rendere la lega competitiva arrivando a vincere anche la National Challenge Cup, la coppa nazionale che ogni anno metteva in diretta competizione le squadre di St. Louis con l'est degli Stati Uniti (Pennsylvania, Massachusetts, New York).

## Albo d'oro
| Anno    | Campione                      | Secondo                   |
| 1907-08 | St. Louis Innisfails          | St. Louis St. Matthew     |
| 1908-09 | St. Leo's                     | St. Louis St. Theresa     |
| 1909-10 | St. Leo's                     | St. Louis St. Theresa     |
| 1910-11 | St. Leo's                     | Columbus Club             |
| 1911-12 | St. Leo's                     | St. Louis Innisfails      |
| 1912-13 | St. Leo's                     | St. Louis Innisfails      |
| 1913-14 | St. Leo's                     | Ben Millers               |
| 1914-15 | St. Leo's                     | Ben Millers               |
| 1915-16 | Ben Millers                   | St. Louis Innisfails      |
| 1916-17 | Ben Millers                   | St. Louis Innisfails      |
| 1917-18 | Ben Millers                   | St. Leo's                 |
| 1918-19 | Scullin Steel                 | St. Louis Innisfails      |
| 1919-20 | Ben Millers                   | St. Louis Innisfails      |
| 1920-21 | Scullin Steel                 | Ben Millers               |
| 1921-22 | Scullin Steel                 | St. Louis DeAndreis F.C.  |
| 1922-23 | St. Louis Vesper Buick        | Scullin Steel             |
| 1923-24 | St. Louis Vesper Buick        | St. Louis Barrett Hoovers |
| 1924-25 | Ben Millers                   | St. Louis Vesper Buick    |
| 1925-26 | Ben Millers                   | St. Louis Vesper Buick    |
| 1926-27 | Ben Millers                   | St. Louis Wellston        |
| 1927-28 | St. Louis Tablers             | St. Louis Wellston        |
| 1928-29 | St. Louis Tablers             | St. Louis Madison Kennel  |
| 1929-30 | St. Louis Tablers             | St. Louis Hellrungs       |
| 1930-31 | St. Louis Coca Colas          | St. Louis Tablers         |
| 1931-32 | St. Louis Coca Colas          | Ben Millers               |
| 1932-33 | Stix, Baer and Fuller F.C.    | St. Louis Andersons       |
| 1933-34 | Stix, Baer and Fuller F.C.    | Ben Millers               |
| 1934-35 | Central Breweries             | St. Louis Marre's         |
| 1935-36 | St. Louis Burke's Undertakers | St. Louis Hellrung Grimms |
| 1936-37 | St. Louis Burke's Undertakers | St. Louis Lotus Club      |
| 1937-38 | St. Louis St. Matthew's       | St. Louis St. Patrick's   |
| 1938-39 | Chicago Sparta                | Chicago Manhattan Beer    |

| Campione                      | n° Campionati |
| St. Leo's                     | 7             |
| Ben Millers                   | 7             |
| Scullin Steel                 | 3             |
| St. Louis Tablers             | 3             |
| St. Louis Shamrocks           | 3             |
| St. Louis Vesper Buick        | 2             |
| St. Louis Coca Colas          | 2             |
| St. Louis Burke's Undertakers | 2             |
| St. Louis Innisfails          | 1             |
| St. Louis St. Matthew's       | 1             |
| Chicago Sparta                | 1             |

### Squadre
- Saint Louis Andersons  (1931-1935)
- Saint Louis Athletics (1913-1914) (Robison Field League 1913-1914)
- Saint Louis Barrett Hoovers (1923-1924)
- Cleveland Bartunek Slavias (1938-1939)
- Ben Millers (1913-1935) (Federal Park League 1913-1915)
- Saint Louis Blue Bells (1909-1911)
- Saint Louis Burke Undertakers (1935-1939)
- Saint Louis Business Men's A.C. (1912-1913)
- Chicago Sparta (1926, 1938-1939)
- Saint Louis Central Breweries (1935-1936)
- Saint Louis Coca Colas (1930-1933)
- Saint Louis Columbia Athletic  (1913-1915) (Federal Park League 1913-1915)
- Saint Louis Columbus Club (1910-1915) (Robison Field League 1913-1915)
 Saint Louis Naval Reserves F.C. (1914-1918)
- Saint Louis Compton Hills (1914-1915) (Federal Park League 1914-1915)
- Saint Louis DeAndreis (1921-1922)
- Saint Louis Hellrungs (1929-1931)
 Stix, Baer and Fuller F.C. (1931-1934)
 Central Breweries (1934-1935)
 Democratic Country Club (1935)
 St. Louis Shamrocks (1935-1938)
- Saint Louis Hellrung & Grimm (1935-1936)
- Saint Louis Hoover Sweepers (1922-1923)
- Saint Louis Innisfails (1907-1908, 1909-1921) (Robison Field League 1913-1915)
- Saint Louis Irish American A.C. (1911-1912)
- Saint Louis Lindell Trust (1938-1939)
- Saint Louis Lotus (1936-1937)
- Saint Louis Madison Kennels (1928-1930)
- Saint Louis Manewals (1914-1915) (Robison Field League 1914-1915)
- Chicago Manhattan Beer (1938-1939)
- Saint Louis Marre's (1934-1936)
- Saint Louis Minit-Rubs (1933-1934)
- Saint Louis Morgan Haulers (1927-1928)
- Saint Loui Optimists (1936-1937)
- Saint Louis Ratican's (1924-1927)
 Saint Louis Tablers (1927-1931)
- Saint Louis Rock Church FC (1913-1914) (Federal Park League 1913-1914)
- Scullin Steel (1918-1925)
- Saint Louis South Sides Radio (1937-1938)
- St. Leo's (1908-1918) (Federal Park League 1913-1915)
 Saint Louis Screws (1918-1922)
- Saint Louis Saint Matthew (1907-1908)
- Saint Louis St. Matthew's (1937-1938)
- Saint Louis Saint Patricks (1937-1938)
- Saint Louis Saint Teresa (1907-1910, 1913-1915) (Robison Field League 1913-1915)
- Bend Thistles (1907-1909)
- Saint Louis Town Criers (1936-1937)
- Saint Louis Vesper Buick (1922-1926)
 Saint Louis White Banner (1926-1927)
- Saint Louis Wellston's (1925-1929)
- Saint Louis West Ends (1908-1909)